# بمرنغ

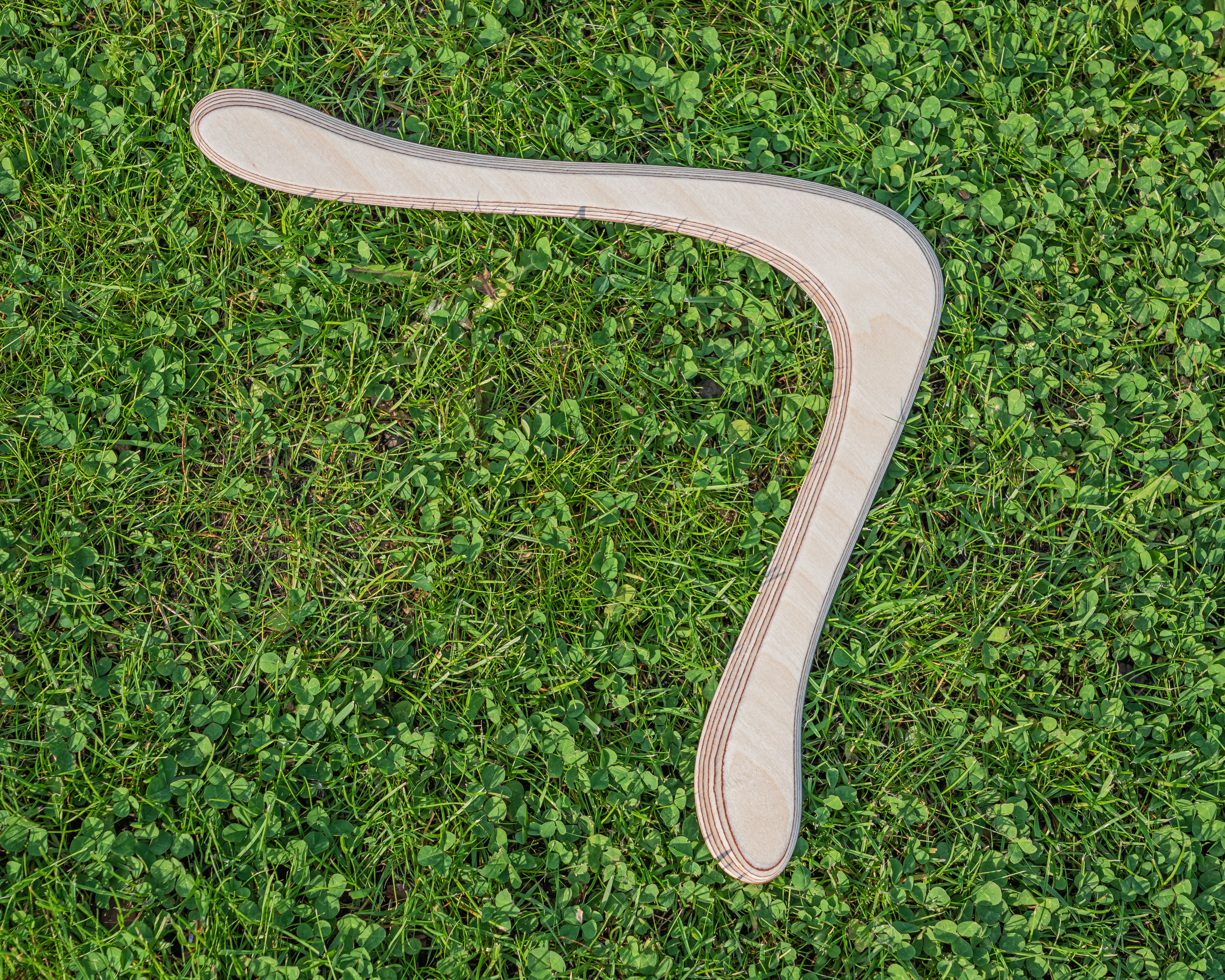
بمرنغ مرتد خشبي.

البَمرَنْغ أو البُمِرَنج أو البوميران أو العُرجُون أو العُرجُد هو أداة ملوية أو منبسطة تستعمل سلاحًا أو يرمى بها في الرياضة. ومعظم البمرنغات مصنوعة من الخشب أو اللدائن. ويبلغ طوله مابين 0.3 إلى مترين، وعرضه من 1 إلى 12 سم. ويزن ما بين 30 إلى 2,300 جم. ويدور البمرنغ بسرعة عند رميه بطريقة صحيحة، وبعض البمرنغات مصنوعة بحيث يرجع إلى راميه.

## التاريخ
البَمْرَنغ مرتبط بالبدائيين مثل سكان أستراليا الأصليين الذين كانوا يستعملونه للصيد والكثير من الأعمال الأخرى المتخصصة. يرى العلماء أن البَمْرَنغ اخترعه عدد من الصيادين في فترة ما قبل التاريخ. وقد وجد البَمْرَنغ القديم في أجزاء كثيرة من العالم بما في ذلك إفريقيا وآسيا وأوروبا، وأمريكا الشمالية.

## الأنواع

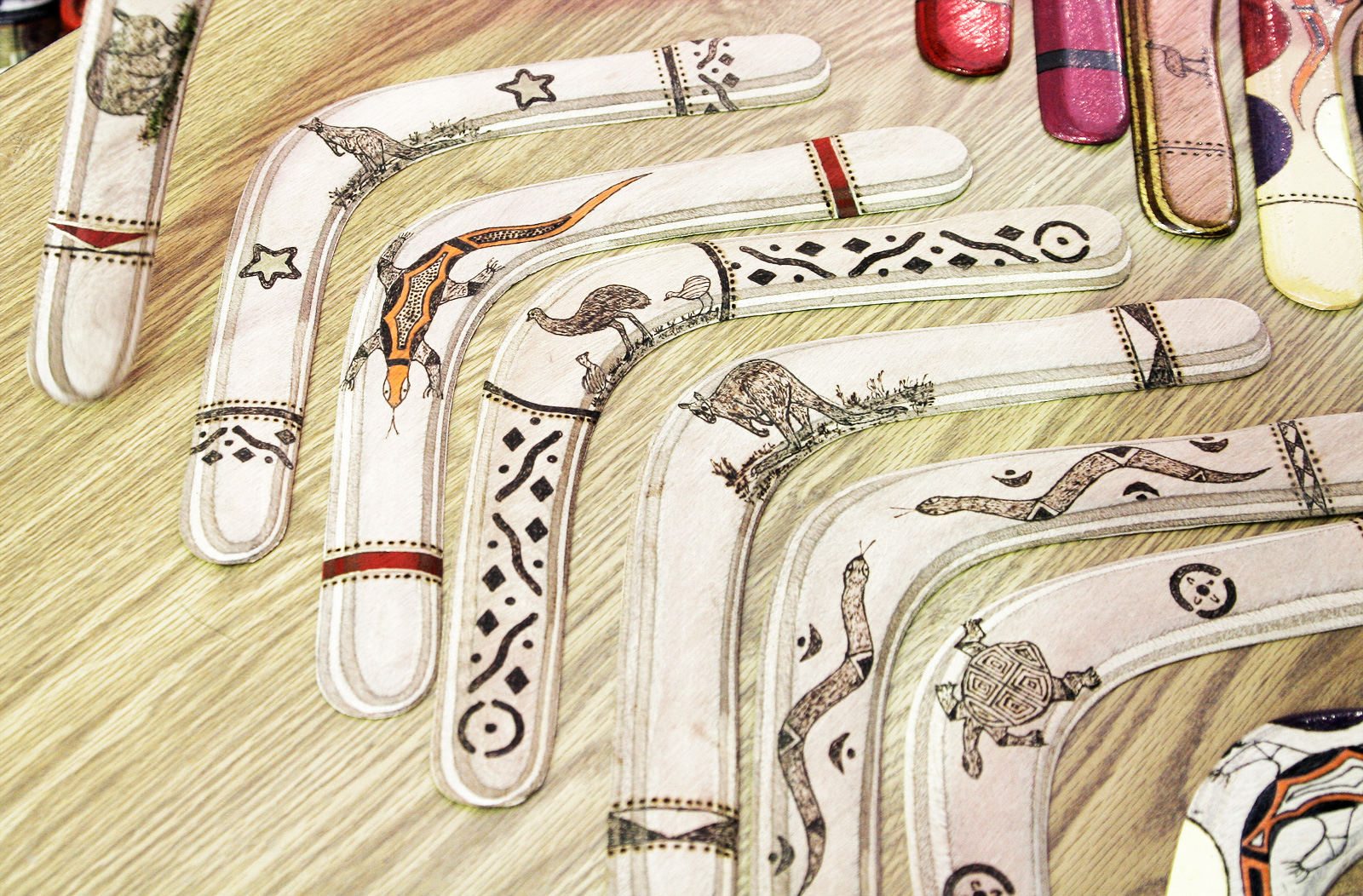
البمرنغ معروض للبيع في معرض ملبورن 2005

هناك نوعان من البمرنغ : المرتد وغير المرتد، والبمرنغ المرتد هو الأكثر شهرة. وعند رمي البمرنغ المرتد بصورة صحيحة بإمكان الرامي إمساكها دون التحرك من نقطة البدء. ويدور البمرنغ بسرعة إلى الأمام ثم ترتفع وتبدأ مسارًا منحنيًا عائدة إلى الرامي. ويبدو كأنها تتوقف وتتعلق في الهواء قبل أن تنزلق إلى أسفل.
يستعمل البمرنغ المرتد بصفة رئيسية لرياضة رمي البمرنغ. وهي أسلحة غير مناسبة لمعظم أنواع الصيد، لأن مسار انطلاقها الدائري يجعل تصويبها صعبًا. وكذلك قد تكون خطيرة خلال الانطلاق لأنها ربما جرحت الرامي عند عودتها.
أدَّ البمرنغ غير المرتد دورًا مهما في ثقافة الأستراليين الأصليين عبر القرون. ويضرب البمرنغ الدائر الهدف بقوة أشد من قوة صخرة أو عصا ملقاة ـ ولهذا السبب فإن البمرنغ غير المرتد سلاح مفيد للصيد والقتال. وبالإمكان استعمال بعض البمرنغات دروعًا للحماية ضد البمرنغ الآخر. وقد استعمل البدائيون البمرنغ أدوات لإطفاء النار، كذلك أدوات للقطع والكشط، ولُعبًا وأشياء للتجارة، ويزين بعض الأستراليين الأصليين البمرنغ بتصاميم منقوشة أو مرسومة ذات علاقة بأساطيرهم وتقاليدهم. ويتعاملون مع هذا البمرنغ المزينة باحترام ويستخدمونها في الاحتفالات الدينية. ويضرب الأستراليون الأصليون البمرنغ بعضه ببعض لإيجاد إيقاع للأغاني والترانيم.

## تقنية التسديد
يعتمد انطلاق البمرنغ على شكله وحجمه وطريقة رميه. وتؤثر الرياح أيضًا في انطلاقه. ومعظم أنواع البمرنغ محنية في الوسط تكوِّن جناحين شكلهما مثل جناحي الطائرة. وكل جناح منبسط من أسفل ومُنحَنٍ من أَعَلاه. وأحد الطرفين أكثر سُمكًا من الآخر. وعند دوران البمرنغ يصبح أحد الجناحين فوق الآخر عند الانطلاق. ويؤدي شكله إلى انخفاض ضغط الهواء فوق كل جناح عنه في أسفله، وهذا يساعد على الاحتفاظ بالبمرنغ في الجو. وبعض البمرنغ به منطقة مجوفة، مسطح قليلاً في الجانب الأسفل لأحد الأجنحة لتعطيه مزيدًا من الارتفاع.
ويتبع البمرنغ مسارًا منحنيًا في الهواء بفضل القوى المؤثرة فيه بالإضافة إلى دورانه. وبإمكان الرامي البارع أن يجعل البمرنغ ينطلق مسافة 45 م قبل أن تبدأ في العودة. ويمكن رمي البمرنغ غير المرتد نحو 90 م.

## المصدر
- الموسوعة العربية العالمية